# Captain Newman, M.D.
 Captain Newman, M.D.  és una pel·lícula dels Estats Units estrenada el 1963 i dirigida per David Miller.

## Argument
Durant la Segona Guerra Mundial, el 1944, el capità Josiah Newman dirigeix el centre de neuro-psiquiatria de la base de Colfax. És l'encarregat d'analitzar els pacients per tal de saber si no fan veure que estan malalts. En la seva missió, és ajudat per un nou nouvingut, Jake Leibowitz, que pertorba l'ordre que el capità intenta de mantenir. Conjuntament amb una recluta encantadora, la infermera Francie Corum, intenta guarir els trastorns psicològics dels pacients, condemnats a tornar cap a una mort certa si surten de l'hospital.

## Repartiment
- Gregory Peck: Capità Josiah J. Newman
- Tony Curtis: Caporal Jackson "Jake" Leibowitz
- Angie Dickinson: Tinent Francie Corum
- Eddie Albert: Coronel Norval Algate Bliss
- Bobby Darin: Caporal Jim Tompkins
- James Gregory: Coronel Edgar Pyser
- Robert Duvall: Capità Paul Cabot Winston
- Jane Withers: Tinent Grace Blodgett
- Paul Carr: Arthur Werbel
- Larry Storch: Caporal Gavoni
- Carl Bolder: Un pacient
- Bethel Leslie: Helene Winston
- Vito Scotti: Major Alfredo Fortuno
- Ann Doran (No surt als crèdits): Sra. Pyser

## Nominacions
- Oscar al millor actor secundari per Bobby Darin
- Oscar al millor guió adaptat per Richard L. Breen, Phoebe Ephron, Henry Ephron
- Oscar al millor so per Waldon O. Watson (Universal City SSD)
- Globus d'Or a la millor pel·lícula dramàtica
- Globus d'Or al millor actor dramàtic per Gregory Peck
- Globus d'Or al millor actor secundari per Bobby Darin